# Bistrec (obwód Burgas)
Bistrec (bułg. Бистрец) – wieś w Bułgarii, w obwodzie Burgas, w gminie Sredec. W 2023 roku liczyła 142 mieszkańców.